# Cuba en los Juegos Olímpicos de Melbourne 1956
Cuba estuvo representada en los Juegos Olímpicos de Melbourne 1956 por un total de 16 deportistas, 15 hombres y una mujer, que compitieron en 5 deportes.
El portador de la bandera en la ceremonia de apertura fue el nadador Manuel Sanguily. El equipo olímpico cubano no obtuvo ninguna medalla en estos Juegos.